# Mischling test
Il Mischling test indica il criterio giuridico stabilito dalle leggi di Norimberga della Germania nazista, applicato per determinare se una persona era da considerare o meno ebreo o meticcio (da "Mischling", inteso di sangue misto).

## Contesto storico
L'11 aprile 1933 il regime promulgò il Primo decreto integrativo per l'esecuzione della Legge di ripristino del servizio civile professionale, noto come Prima definizione razziale. Questo decreto attuativo stabiliva che ai fini della legge una persona sarebbe stata considerata ebrea razziale se aveva un genitore ebreo o un nonno ebreo, cioè se un antenato era "di fede ebraica".
Per legge, gli ebrei andavano estromessi dal servizio civile, a meno che non fossero stati assunti prima della prima guerra mondiale, o avessero combattuto in prima linea durante la guerra, o avessero un padre o un figlio caduti in guerra.
Nel Terzo Reich la regola di "un nonno ebreo" prevalse per un certo periodo di tempo; di solito faceva parte del paragrafo Ariano, in vigore già prima della salita al potere di Hitler il 30 gennaio 1933. Ma varie fazioni sociali e politiche invocavano una nuova serie di leggi discriminatorie, che sarebbero arrivate durante la manifestazione del NSDAP nel 1935 a Norimberga.
Le leggi di Norimberga, emanate nel settembre 1935, usavano il termine "ebreo", ma senza definirlo. La definizione del termine era problematica, e solo un regolamento supplementare di metà novembre 1935 istituì una prova legale specifica per le leggi di Norimberga.
Gli incaricati della stesura iniziale delle leggi di Norimberga, incalzati dall'urgenza, dopo essersi scervellati sul problema, lo risolsero con il semplice espediente di limitare il significato del termine ai soli "ebrei completi" (in tedesco: Volljuden). Questo criterio era relativamente facile da formulare e applicare, ma Hitler si oppose all'idea, senza precisare cosa voleva in cambio.
Gli incontri tra i funzionari del governo e del partito dopo il raduno annuale del partito a Norimberga a settembre 1933 evidenziarono due fazioni:
- i radicali, in genere funzionari di partito non governativi, propendevano per un significato ampio del termine "ebreo", il che avrebbe comportato standard più severi per poter vantare il "sangue tedesco". Il loro obiettivo era ideologico e la loro argomentazione consisteva nella retorica estremista hitleriana degli ultimi dieci anni. Per i radicali, "gli ebrei per un quarto" andavano classificati come ebrei: una persona con un nonno ebreo sarebbe stata considerata ebrea. Quelle con meno sangue ebraico sarebbero state considerate "Mischling";[4]
- i pragmatici, generalmente funzionari del governo, che si occupavano di politica estera e implicazioni internazionali, comprese le possibili sanzioni economiche in un momento in cui l'economia della Germania nazista era ancora fragile. Secondo loro, solo le persone con tre o quattro nonni ebrei andavano classificate come ebree, le altre "Mischling".[5][6]

Alla notevole divergenza di opinioni si trovò un compromesso, recepito dal Primo decreto integrativo. L'applicazione pratica del "Mischling" di primo e secondo grado fu ulteriormente elaborata durante le Conferenze di Wannsee e gli incontri sulla soluzione finale.

## Categorie
Il Primo decreto integrativo del 14 novembre 1935 definì tre categorie:
- persone di sangue tedesco o affine
- ebrei
- persone di sangue misto ebraico (Mischling)

Applicando il test, una persona poteva essere collocata con esattezza in una di queste categorie.

## Il test
Il Decreto istituisce il criterio giuridico così definito:

### Prima parte
La prima parte del test definiva tre categorie:
- una persona con tre o quattro nonni ebrei è considerata ebrea.
- una persona con due nonni ebrei è considerata un ebreo o un Mischling di primo grado[9]
- una persona con un solo nonno ebreo è considerata un Mischling di secondo grado.[10]

### Seconda parte
Rimaneva il problema di come trattare una persona con due nonni ebrei e due non ebrei. In tal caso veniva effettuata la seconda parte del test, che aveva quattro fattispecie. Una persona con due nonni ebrei era considerata ebrea, nello specifico un Geltungsjude, se:
- (a) era membro della comunità religiosa ebraica al 14 novembre 1935 o entrava a farne parte successivamente; o
- (b) era sposata con un ebreo al 14 novembre 1935 o lo sposava successivamente; o
- (c) i suoi genitori si erano sposati dal 17 settembre 1935 in poi e uno dei genitori era ebreo; o
- (d) era nato fuori dal matrimonio dopo il 31 luglio 1936 e uno dei suoi genitori era ebreo.

Se tale persona non rientrava in nessuno di questi quattro casi, era un Mischling di 1° grado (secondo i termini della prima parte).

## Esempi

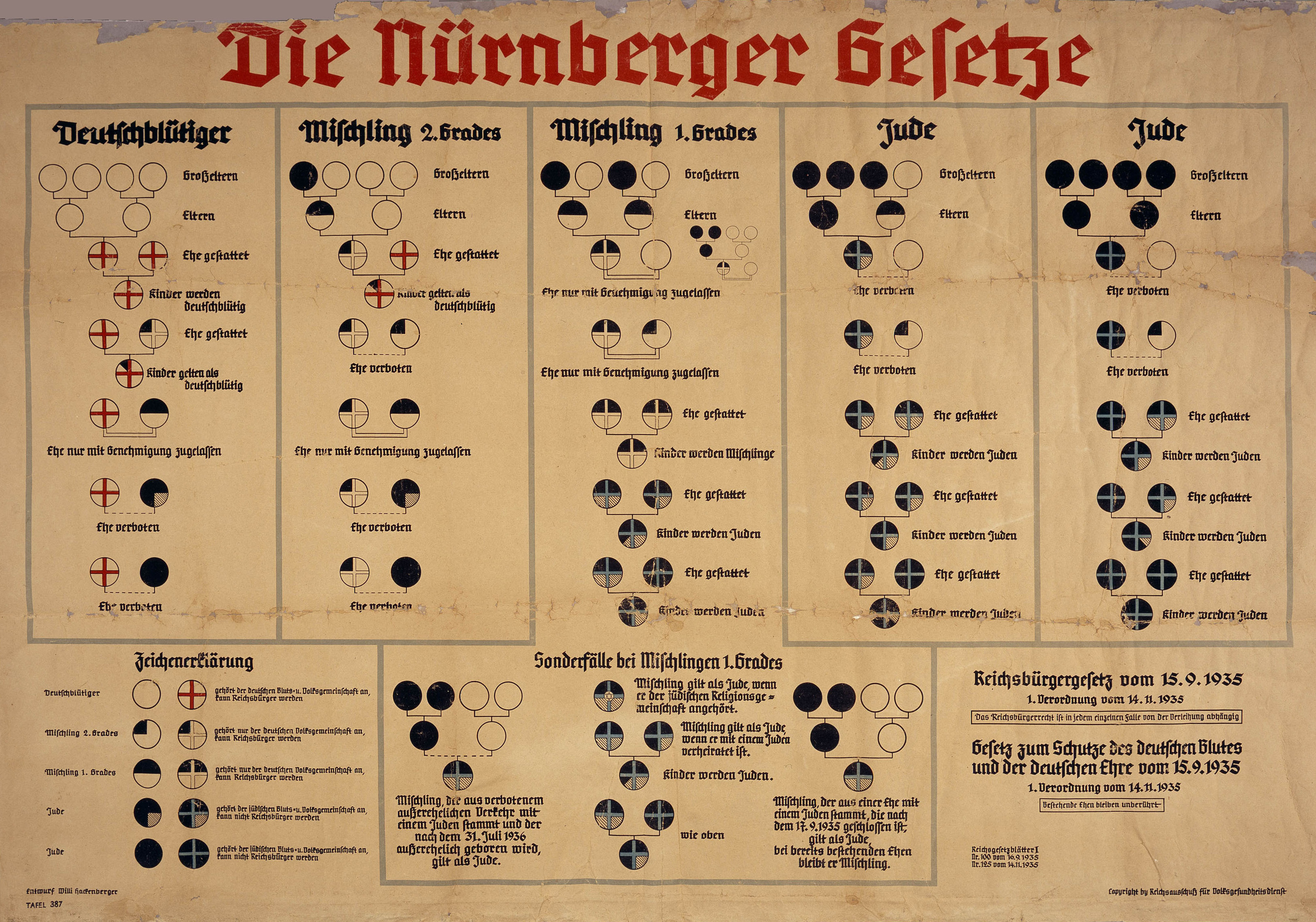
Classificazione razziale basata sulle leggi di Norimberga.

I seguenti esempi mostrano come opera la seconda parte del test. X ha sempre "esattamente due"  nonni ebrei (altrimenti non ce n'è bisogno):

### Prova A
- X ha sempre professato la religione ebraica, ma il 1º novembre 1935 si converte al cattolicesimo. Di conseguenza è un Mischling di 1º grado. Se avesse aspettato altre due settimane per convertirsi, sarebbe stato classificato per sempre come ebreo.
- X aveva lasciato la comunità religiosa ebraica, ma vi si ricongiunge il 1º dicembre 1935. Era un Mischling, ma dal 1º dicembre sarà classificato come ebreo.

### Prova B
- X era sposato da anni con un'ebrea, ma il 1º novembre 1935 il loro divorzio diventa definitivo. Di conseguenza è un Mischling di 1º grado. Se la procedura di divorzio fosse durata altre due settimane, sarebbe stato classificato per sempre come ebreo.
- X era scapolo, ma sposa un'ebrea il 1º dicembre 1935. Era un Mischling, ma dal 1º dicembre sarà classificato come ebreo.

### Prova C
- X ha un genitore ebreo e uno non ebreo, sposati il 15 settembre 1935. Nasce due anni dopo. È un Mischling di 1º grado. Stesso risultato se è nato il 1º ottobre 1935.
- X ha un genitore ebreo e uno non ebreo, sposati il 15 ottobre 1935. Nasce due anni dopo. È classificato come ebreo. Stesso risultato se è nato il 1º novembre 1935.

### Prova D
- X ha i genitori che non si sono mai sposati legalmente. Nasce il 10 agosto 1936 e quindi è classificato come ebreo.
- X ha i genitori che non si sono mai sposati legalmente. Nasce il 27 luglio 1936:
  - se i suoi genitori non si sposeranno mai, è un Mischling di 1º grado;
  - se i suoi genitori si sposeranno, diventerà ebreo.
- X ha i genitori che si erano sposati in precedenza. Nasce il 27 luglio 1936, quando il vincolo matrimoniale non è più in essere:
  - se i suoi genitori si erano sposati il 15 settembre 1935, è un Mischling di 1º grado;
  - se i suoi genitori si erano sposati il 15 ottobre 1935, è ebreo.